# Майстерня народної графіки
Майстерня народної графіки (ісп. Taller de Gráfica Popular) — художнє товариство мексиканських художників-графіків, котре ставило за мету служіння ідеям мексиканської революції і підтримки ліберального уряду в проведенні реформ.

## Заснування і спадок

Гравер Хосе Ґвадалупе Посада, «Розстріл чотирьох вояків Еміліано Сапати». Дереворит.

Засновниками товариства 1937 року були художники-графіки Леопольдо Мендес(1902—1969) , Пабло О'Хиггинс (1904—1983) та Луис Ареналь Бастар  (1909—1985).
Майстерня прийшла на зміну розпущеної урядом Ліги революційної літератури і мистецтва, але зберегла зацікавленість до соціально-політичних проблем. Фактично митці майстерні були спадкоємцями творчості Хосе Ґвадалепе Посади на новому етапі розвитку національної графіки. Митці майстерні зберігали ідейні настанови мексиканської революції, а їх твори висвітлювали проблеми найбільш пригноблених і знедолених класів мексиканського суспільства.

## Головні представники
- Леопольдо Мендес (Leopoldo Méndez 1902—1969)
- Пабло О'Хиггинс (Pablo O'Higgins 1904—1983)
- Луис Ареналь Бастар  (Luis Arenal Bastar 1909—1985)
- Альфредо Мерелес (Alfredo Mereles)
- Роберто Ласос (Roberto Lazos)
- Хавьєр Карлос Санчес (Javier Calvo Sánchez)
- Гектор Варгас (Héctor Vargas)
- Хосе Чавес Морадо (José Chávez Morado 1909—2002)
- Альфредо Сальсе (Alfredo Zalce 1908—2003)
- Анхел Брачо (Ángel Bracho)
- Франсіско Доамантес (Francisco Dosamantes 1911—1986)
- Еверардо Рамірес (Everardo Ramírez)
- Альберто Бельтран (Alberto Beltrán 1923—1997)
- Francisco Мора (Francisco Mora)
- Жан Карло (Jean Charlot 1898—1979)
- Рауль Ангіано (Raúl Anguiano 1915—2006)
- Фанні Рабель (Fanny Ravel)
- Маріана Ямпольськи (Mariana Yampolsky 1925—2002)
- Хавьєр Герреро (Xavier Guerrero)
- Летіция Окаран (Leticia Ocharán)
- Фернандо Кастро Пачеко (1918—2013)
- Хесус Альварес Амайя (Jesús Álvarez Amaya)
- Селія Кальдерон (Celia Calderón 1921—1969)
- Артуро Гарсія Бустос (Arturo García Bustos)
- Андреа Гомес (Andrea Gómez)
- Елізабет Катлет (Elizabeth Catlett 1915—2012)
- Адольфо Мехіак (Adolfo Mexiac)
- Сара Хіменес Верніс (Sarah Jiménez Vernis)
- Хесус Каструіта (Jesús Castruita)
- Луіс Гарсон Чапа (Luis Garzón Chapa)
- Рейнальдо Оліварес (Reynaldo Olivares)
- Елена Уерта (Elena Huerta)
- Ерасто Кортес Хуарес (Erasto Cortés Juárez 1900—1972)
- Луіс Ареналь (Luis Arenal)
- Альберто Бердесіо (Alberto Berdesio) та ін.

## Спроби колективної творчості
Автор приносив ескіз на нараду, де відбувався аналіз твору. Висувалися вимоги як до форми, так і до агітаційно-революційного змісту. Якщо твір не схвалювали, автор повинен був переробити твір. Бували випадки, коли твір переробляли п'ять — сім разів. Тільки після затвердження, автор робив остаточний варіант.
Наближеність майстерні до маленького виробничого кооперативу не засмучувала, хоча вона й шла всупереч давній західноєвропейській традиції з її індивідуалізмом, коли митець працював на певну політичну силу тільки в разі відповідних власних уподобань і міг як поділяти їх, так і не поділяти жодних.
Митців майстерні не засмучувала і наближеність подібних нарад до нового зразка цензури, цього разу революційної. Твори майстерні мимоволі мали спільні риси в художній манері, в трактовках образів, навіть в графічних техніках. Треба було мати могутню творчу індивідуальність, аби не втрачати остаточно індивідуальних рис.
Дотримувались реалістичної манери з елементами експресіонізму. Були випадки використання дешевих технік і схематично-реалістичної манери як найзрозумілішої більшості сільського, напівсільського і робітничого прошарків суспільства, розбурханих громадянською війною, насиллям, придушенням народних заворушень і розстрілами, порушеним звичним побутом більшості населення з напівфеодальною свідомістю.

## Подальша історія

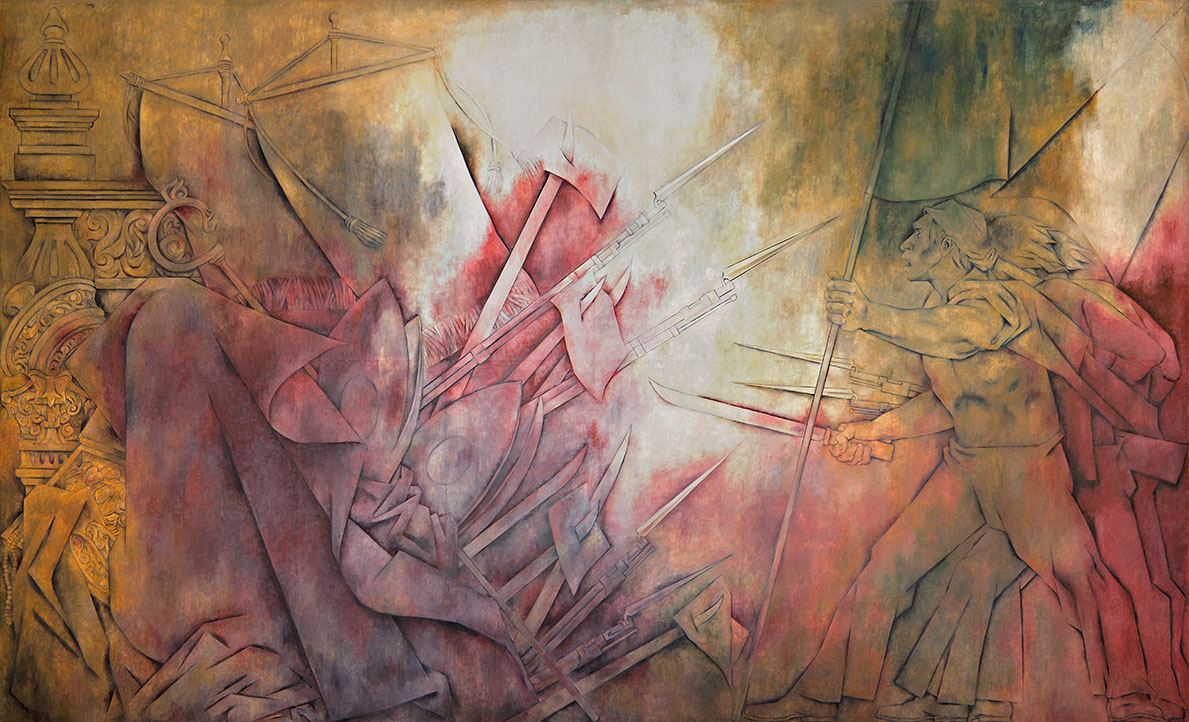
Фернандо Кастро Пачеко «Війна за реформу», картина-стінопис в Керетаро.

На творчість майстерні сильні впливи мали коливання політики урядів від підтримки і активного поведення реформ президентом до нових наступів реакції. Свого вищого щаблю реформи досягли 1938 р., коли президент Карденас націоналізував майно нафтових кампаній Сполучених Штатів та Великої Британії в країні.
Підривна діяльність в Мексиці з боку ще сталінського Радянського Союзю відбилася присудженням керівництву Майстерні народної графіки Міжнародної премії миру 1953 року. В товариство повернулась низка митців, котрі з ідейних і фінансових питань покидали майстерню. Декілька майстрів не покидали також праці над стінописами, куди була залучена генерація найбільш майстерних і обдарованих художників Майстерні народної графіки. Серед них Фернандо Кастро Пачеко, Пабло О'Хиггинс, Елена Уерта, Адольфо Мехіак) Вибухова міць стінописів була не меншою, ніж вдалих зразків графіки.
На внутрішній стан товариства і її продукцію вплинули і розбіжності між ліберальними партіями Мексики і лівими партіями. В продукції Майстерні були як відверто політичні твори, так і твори мирного, практично побутового жанру. Але уряди не забули майстрам — політичної підтримки радикальних політичних діячів і навіть мирна тематика граверів несла відбиток найкращих здобутків мексиканської революції і пам'яті про неї, про те добро, що вона встигла зробити (Пабло О'Хиггинс «Страйк в Кананеа», Франсіско Мора «Волю політичним в'язням !!!», Адольфо Мехіак «Економічна могутність церкви», Фернандо Кастро Пачеко «Страйк в Ріо-Бланко», Альберто Бельтран «Тебе оточують неписьменні», Леопольдо Мендес «Маленька вчителько, яка валика твоя мужність !», Маріана Ямпольськи. «Прийшла вода, прийшло Життя».). Не дивно, що значні збірки творів Майстерні народної графіки на той час мали Німецька Демократична Республіка та тоталітарний СРСР.